# Clue de Chasteuil
La clue de Chasteuil est une cluse de France située dans les Alpes-de-Haute-Provence, entre les gorges du Verdon au sud-ouest et Castellane au nord-est. Elle marque le passage du Verdon entre la montagne de Robion à l'est et celle des Réglés à l'ouest. Le défilé est emprunté par la route départementale 952. Elle tient son nom du hameau de Chasteuil situé au nord, ancienne commune intégrée en 1973 à celle de Castellane.